# 紀元前287年
紀元前287年（きげんぜん287ねん）は、ローマ暦の年である。

## 他の紀年法
- 干支 : 甲戌
- 日本
  - 皇紀374年
  - 孝霊天皇4年
- 中国
  - 周 - 赧王28年
  - 秦 - 昭襄王20年
  - 楚 - 頃襄王12年
  - 斉 - 湣王14年
  - 燕 - 昭王25年
  - 趙 - 恵文王12年
  - 魏 - 昭王9年
  - 韓 - 釐王9年
- 朝鮮
  - 檀紀2047年
- ベトナム :
- 仏滅紀元 : 258年
- ユダヤ暦 :

## できごと

### 共和政ローマ
- 共和政ローマにおいて、独裁官クィントゥス・ホルテンシウスによってホルテンシウス法が制定され、平民会の決議は元老院の承認がなくとも法となり、全市民を拘束することが定められた。これによって、100年以上続いてきたローマ国内における貴族（パトリキ）と平民（プレブス）との身分闘争には終止符が打たれた[1]。

### 中国
- 秦が魏を攻撃し、新垣と曲陽を陥落させた。

## 誕生
- アルキメデス、古代ギリシアの数学者、物理学者、技術者、発明家、天文学者（+ 紀元前212年）